# 페어벨리너 플라츠역
페어벨리너 플라츠역(U-Bahnhof Fehrbelliner Platz)은 베를린 샤를로텐부르크빌머스도르프구 빌머스도르프에 있는 U3, U7의 환승역이다. U3 역은 1913년 10월 12일, U7 역은 1971년 1월 29일에 개업했다.
U3 역사는 빌헬름 라이트게벨(Wilhelm Leitgebel)이 설계했으며, 틸플라츠역 방면으로의 수요를 낮게 잡았기 때문에 건설 초기에는 인상선이 1선만 설치되어 있었다. 1968년부터 1972년까지 U7 공사의 일부로 새로운 승강장, 출입구, 환승통로를 건설하면서 U3 역사의 승강장도 보수 공사를 거쳤다. 1913년 건설 당시의 모습을 대부분 유지하고 있다. U7 역사는 라이너 륌러가 설계했다. 건설 당시에는 U7의 중간 종착역이었기 때문에 서쪽으로 인상선을 같이 설치했고, 이 역에서 종착하는 열차가 사용한다.
베를린 분단 당시 페어벨리너 플라츠 일대는 서베를린의 행정 중심지로 기능했고 근무 인원이 약 15,000명이었다. 승하차와 환승 손님의 동선을 분리할 수 있도록 지하 5 m에 중간층을 설치했고, 출입구는 총 6곳이 설치되었다. 지상 대합실 건물은 팝 아트 플라스틱 느낌을 주도록 모서리가 둥글게 설계되었다. 이는 광장을 반원형으로 둘러 싸는 나치 독일 시기에 건설된 행정부 건물과 대조를 이룬다. 대합실 건물에는 버스 정류장, 키오스크, 간이 매점, 시계탑이 통합되어 있다.
U3 승강장은 건축유산으로 지정되어 있었으며, U7 대합실과 역사도 2017년에 건축유산으로 지정되었다.
베를린 버스 101, 115, 143, N42번과 환승할 수 있다.

## 인접 철도역
| 베를린 지하철 3호선                        | 베를린 지하철 3호선 | 베를린 지하철 3호선                       |
| ------------------------------------------ | ------------------- | ----------------------------------------- |
| 하이델베르거 플라츠 크루메 랑케 방면       | U3                  | 호엔촐레른플라츠 바르샤우어 슈트라세 방면 |
| 베를린 지하철 7호선                        |                     |                                           |
| 콘스탄처 슈트라세 라트하우스 슈판다우 방면 | U7                  | 블리세슈트라세 루도 방면                  |